# Casella (Divine Comédie)
Pour les articles homonymes, voir Casella (homonymie).
Casella (... - Florence 1299 ou 1300; prénom inconnu) est un compositeur italien qui pourrait être le « Casella » cité dans le 2e chant du Purgatoire, la seconde partie de la Divine Comédie de Dante Alighieri.

## Biographie
Nous avons très peu d'informations sur la vie de Casella si ce n'est celles relatives à son appartenance à la communauté artistique de la fin du XIIIe siècle florentin et à son amitié avec Dante. Il est cité par différents auteurs de cette période pour avoir mis en musique certaines de leurs compositions.

## Sources
- (it) Cet article est partiellement ou en totalité issu de l’article de Wikipédia en italien intitulé « Casella (Divina Commedia) » (voir la liste des auteurs).